# Karl Dieter
Karl Dieter (* 1. Mai 1903 in Wattenheim; † 31. Mai 1956 in Hann. Münden) war ein deutscher Kriminalrat, SS-Sturmbannführer (1943) und Lagerkommandant des Jugendkonzentrationslagers für Jungen Moringen.

## Leben
Karl Dieter, von Beruf Polizist, beantragte am 29. Juli 1937 die Aufnahme in die NSDAP und wurde rückwirkend zum 1. Mai desselben Jahres aufgenommen (Mitgliedsnummer 5.748.157). Zudem war er Mitglied der SS und Angehöriger des SD. Zunächst im Range eines Kriminalinspekteurs leitete er die Kriminalpolizeistelle in Ludwigshafen am Rhein und später auch in gleicher Funktion in Stettin. Von 1940 bis 1944 war er Lagerkommandant im Jugendkonzentrationslager Moringen.
Nach Ende des Zweiten Weltkrieges wurde er interniert und im September 1949 durch die Spruchkammer I a Neustadt an der Weinstraße als „Mitläufer“ entnazifiziert. Nach seiner 1951 erfolgten Wiedereinstellung in den Polizeidienst als Kriminalinspekteur in Ludwigshafen am Rhein wurde er noch im selben Jahr zur Kriminalpolizei Mainz versetzt, deren Leiter er wurde. Im Range eines Kriminalrats wechselte er am 1. Mai 1955 zum Landeskriminalamt in Koblenz. Mit seinem Tod Ende Mai 1956 wurden strafrechtliche Ermittlungen gegen ihn eingestellt.